# Gemenci-erdő
Gemenci-erdő är en skog i Ungern.   Den ligger i provinsen Tolna, i den sydvästra delen av landet, 130 km söder om huvudstaden Budapest.